# Федоткино
Федо́ткино (рос. Федоткино, марій. Аматисола) — присілок у складі Гірськомарійського району Марій Ел, Росія. Входить до складу Пайгусовського сільського поселення.

## Населення
Населення — 43 особи (2010; 54 у 2002).
Національний склад (станом на 2002 рік):
- гірські марійці — 94 %